# Sausiai (przystanek kolejowy)
Sausiai – przystanek kolejowy w miejscowości Sausiai, w rejonie trockim, w okręgu wileńskim, na Litwie. Położony jest na linii Wilno – Kowno.